# Hard Time Hustlin'
Hard Time Hustlin' è l'unico singolo del rapper Krayzie Bone estratto dall'album "Thug On Da Line", in collaborazione con sade Adu e pubblicato l'11 giugno 2001.

## Tracce
1. Hard Time Hustlin' (Album Version/Explicit)
2. Hard Time Hustlin' (Instrumental)
3. Rollin' Up Some Mo' (Album Version)
4. Ragin', Raw & Reckless (Explicit Version)